# James Graham (Sportschütze)
James Robert „Jay“ Graham (* 12. Februar 1870 in Long Lake, Illinois; † 18. Februar 1950 ebenda) war ein US-amerikanischer Sportschütze.

## Erfolge
James Graham trat bei den Olympischen Spielen 1912 in Stockholm in der Disziplin Trap an. In dieser wurde er vor Alfred Goeldel-Bronikowen und Harry Blaus mit 96 Punkten Olympiasieger und stellte dabei einen neuen olympischen Rekord auf. Auch den Mannschaftswettbewerb schloss er mit der US-amerikanischen Mannschaft auf dem ersten Rang ab, mit 532 Punkten hatten die US-Amerikaner 21 Punkte Vorsprung auf die zweitplatzierten Briten und 22 Punkte auf die drittplatzierten Deutschen. Nach den Spielen begann Graham Sportschießen professionell zu betreiben.